# Waigeum makrikii
Waigeum makrikii är en fjärilsart som beskrevs av Ribbe 1934. Waigeum makrikii ingår i släktet Waigeum och familjen juvelvingar. Inga underarter finns listade i Catalogue of Life.